# Gens Novellia
La gens Novellia fu un'antichissima gens romana. Un ramo di questa gens, fece parte di una famiglia plebea di Roma.

## Origine e storia
L'origine del nomen  sembra che faccia parte di quella clesse di gentilicia formati o da niminutivi di altri nomen o da un cognomen, utilizzando il suffisso -ius . Ma i maggiori riferimenti a questa gens, li troviamo nella città di Amiternum.
Membro noto di questa gens per aver ricoperto magistrature fu Torquatus Novellius Atticus, governatore della Gallia Narbonense nel 30–34 d.C. e forse meglio conosciuto da un aneddoto di Plinio il Vecchio.
Altri membri di questa gens che ricoprirono cariche importanti furono la gens Novellia originaria di Preturo (Amiternum). Questo ramo della gens, diede i natali a valorosi cavalieri, condottieri, Comandanti di S. Chiesa e funzionari come Novello Novelli, vir egregius (funzionari dell'ordine equestre) nell'antica Roma.

## Membri
Questo elenco include praenomina abbreviato.
- Publius Novellius Atticus, padre di Torquato, secondo un'iscrizione del I secolo proveniente da Tivoli.
- Torquatus Novellius P. f. Atticus, originario di Mediolanum, ricoprì numerose magistrature sotto il primo impero, servendo come tribuno militare, questore, edile e pretore; fu curatore dei lavori pubblici e incaricato di amministrare il censimento, poi proconsole della Gallia Narbonese sotto Tiberio e Caligola. Plinio racconta come ottenne il cognome Tricongius bevendo tre congii di vino in un solo sorso, alla presenza e con grande stupore di Tiberio. Morì al Forum Julii, all'età di quarantatré anni.[3][4][5][6]
- Gaius Novellius Fortunatus, nominato in un documento d'asta di Pompei, risalente al 57 d.C.[7]
- Gaius Novellius Natalis, magistrato di Pompei.[8]
- Gaius Novellius C. f. Verinus, nominato in un'iscrizione di Roma risalente al 175 d.C.[9]
- Marcus Novellius M. f. Montanus, governatore del Municipium Dardanorum nella Mesia Superiore, durante il regno di Commodo.
- Marcus Novellius Eros, nominato in un'iscrizione del Municipium Dardanorum, risalente all'epoca di Commodo.[10]
- Gaius Novellius Octavianus, nominato in un elenco di soldati della quinta coorte di Roma, risalente all'inizio del III secolo.[11]
- Lucius Novellius, nominato in un'iscrizione veronese.[12]
- Lucius Novellius, soldato della settima coorte a Roma.[13]
- Marcus Novellius M. f., soldato della ventiduesima legione, sepolto a Mogontiacum, all'età di trentatré anni.
- Mansuetus Novellius C. l., liberto sepolto ad Augusta Taurinorum, nella Gallia Cisalpina, all'età di cinquant'anni.[14]
- Quintus Novellius M. f., nominato in un'iscrizione di Delo.[15]
- Marcus Novellius Aequalis, marito di Egnatia Primigenia, nominato in un'iscrizione da Mediolanum.[16]
- Publius Novellius Agathopus, eresse a Roma un monumento a sua moglie, Murridia Firma.[17]
- Gaius Novellius Amphio, nominato in un'iscrizione di Genava in Gallia Narbonensis.[18]
- Quintus Novellius Augurinus, padre di Quinto Novellius Primus, per la cui tomba Augurinus fece erigere un monumento.[19]
- Publius Novellius Crescens, marito di Tertia, nominato in un'iscrizione di Duno nella Gallia Cisalpina.[20]
- Lucius Novellius Daphnis, menzionato in un'iscrizione proveniente da Roma.[13]
- Quintus Novellius Decumus, menzionato in un'iscrizione da Mediolanum.[21]
- Gaius Novellius C. f. Expectatus, nominato in un'iscrizione da Mediolanum.[22]
- Novellia Fusca, moglie di Gaius Allius Pudens, nominata in un'iscrizione da Mediolanum.[23]
- Lucius Novellius T. f. Hispello, soldato della sedicesima legione, sepolto a Mogontiacum, all'età di quarantacinque anni.[24]
- Novellia Justina, figlia di Lucio Novellio Lanaccus.[25]
- Lucius Novellius Lanuccus, padre di Novellia Giustina, sepolto ad Aesica in Britannia, all'età di settant'anni.[25]
- Lucius Novellius Lucifer, figlio di Croto e Novellia Trophime, e marito di Novia Scodrina, nominato in un'iscrizione funeraria proveniente da Durazzo in Macedonia.[26]
- Lucius Novellius Lucrio, liberto nominato in un'iscrizione di Roma.[27]
- Gaius Novellius C. f. Marcellinus, sepolto a Filippi in Macedonia, all'età di cinquantadue anni..[28]
- Quintus Novellius Martialis, compagno di Lucio Surio Sabino, soldato dell'ottava coorte a Roma, per la cui tomba Marziale fece erigere un monumento.[29]
- Gaius Novellius Primianus, menzionato in un'iscrizione da Mediolanum.[30]
- Gaius Novellius Primus, veterano dell'undicesima legione, nominato in un'iscrizione libagione di Vindonissa in Germania Superiore.[31]
- Quintus Novellius Q. f. Primus, sepolto a Roma, con un monumento eretto da suo padre, Quinto Novellius Augurinus.[19]
- Sextus Novellius Proculus, un soldato sepolto a Roma, per il quale fu eretto un monumento da suo fratello, Novellius Tertius.[32]
- Lucius Novellius Pudens, menzionato in un'iscrizione ravennate.[33]
- Gaius Novellius P. f. Rufus, fratello di Quinto Novellius Vatia, nominato in un'iscrizione da Mediolanum.[34]
- Gaius Novellius C. f. Taluppius, nominato in un'iscrizione libagione, dedicata a Giove Ottimo Massimo, a Crenna nella Gallia Cisalpina.[35]
- Novellius Tertius, fratello di Sesto Novellius Proculus, soldato sepolto a Roma.[32]
- Marcus Novellius Ursus, padre di Flavia Tertullina, sepolto a Tilurium nell'Illirico, all'età di otto anni e quattro mesi.[36]
- Quintus Novellius P. f. Vatia, fratello di Gaius Novellius Rufus, nominato in un'iscrizione di Mediolanum.[34]
- Novellius Verus, nominato in un'iscrizione da Mediolanum.[23]
- Gaius Novellius Vitalis, marito di Valeria Satonia, nominato in un'iscrizione libagione di Poetovio in Pannonia Superiore.[37]